# Drogheda

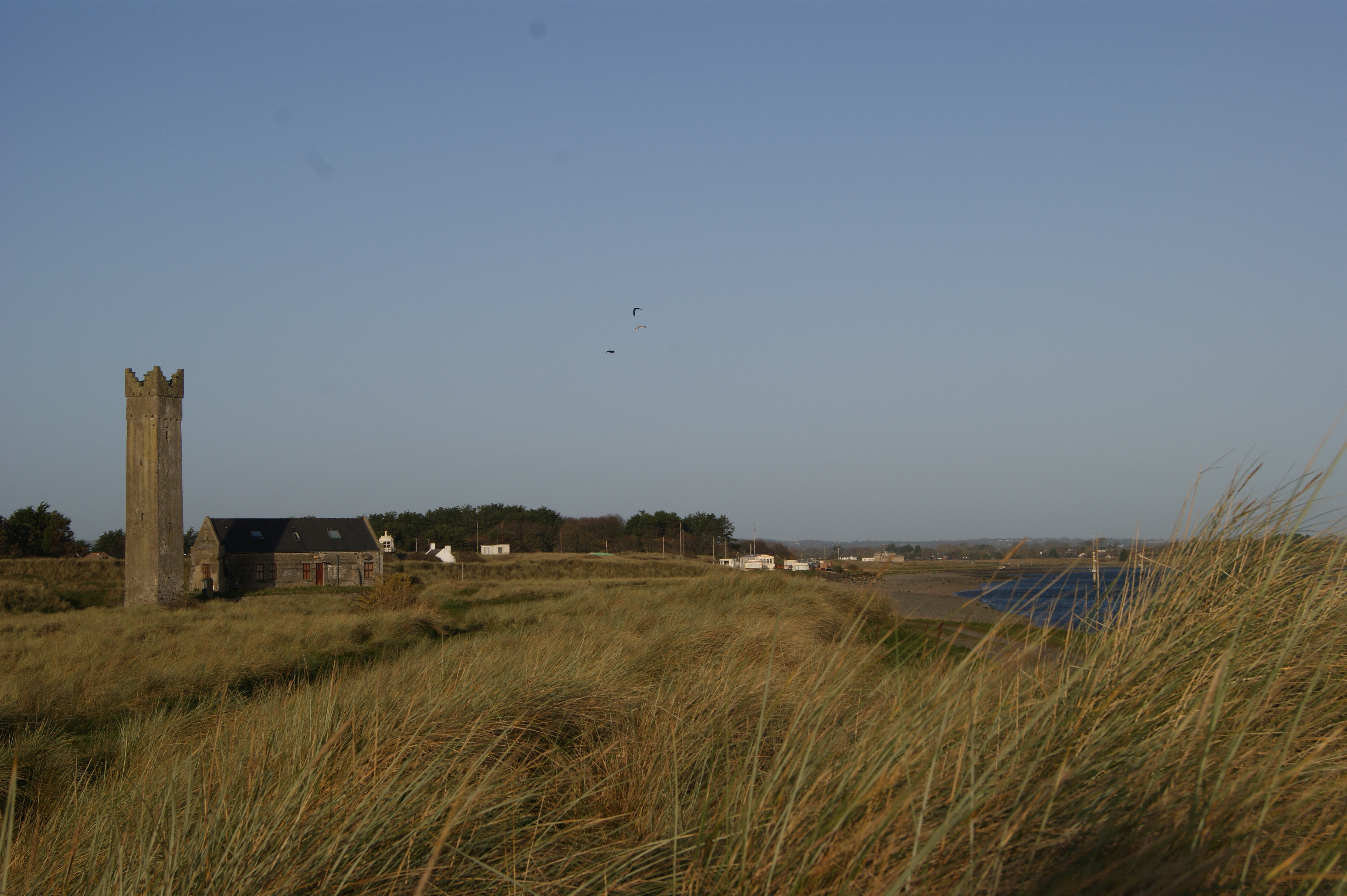
Maiden Tower an der Mündung des Flusses Boyne

Drogheda (Aussprache: [ˈdroheda] oder lokal [ˈdrɔːda]; irisch Droichead Átha, [ˈdrɛçəd ˈɑː]/[ˈdrɛhəd ˈɑːhə], Brücke über die Furt) ist eine Stadt in der Republik Irland mit 44.135 Einwohnern (Agglomeration, Stand 2022).

## Lage
Drogheda liegt 45 Kilometer nördlich von Dublin im County Louth am Beginn der Mündung des Flusses Boyne, wenige Kilometer von der Küste der Irischen See entfernt. Die Stadt ist mit Dublin und Belfast durch eine Bahnlinie mit stündlicher Verbindung sowie mit Bussen nach Dublin und Dundalk der staatlichen irischen Gesellschaft Bus Éireann gut an das öffentliche Bus- und Bahnnetz angeschlossen. Die Autobahn M1 von Dublin nach Belfast führt direkt am Ort vorbei.

## Geschichte
Drogheda entstand aus zwei getrennt verwalteten Städten: Drogheda-in-Meath (in der normannischen Lordschaft Meath, dem 1194 eine Charta erteilt wurde) und Drogheda-in-Oriel in der Grafschaft Louth. Im Jahr 1412 wurden die beiden Städte vereint. Der Fluss Boyne teilt die Stadt aber weiterhin zwischen der Zuständigkeit der Diözesen Armagh des Erzbistums Armagh und des Bistums Meath. Eine erste Belagerung Droghedas in den Irischen Konföderationskriegen fand 1641 bis 1642 statt. 1649 war der Ort Schauplatz eines blutigen Massakers von Oliver Cromwells Truppen. Nach der Erstürmung der Stadt wurden die Soldaten der Besatzung und alle Kleriker niedergemetzelt. Die Stadt musste hohe Geldzahlungen leisten, was zu ihrer Verarmung führte.
Mit dem Local Government (Ireland) Act 1898 wurde das Gebiet Droghedas vollständig dem County Louth zugeordnet und 1921 Teil des irischen Free State und später der Republik Irland.

### Hungersnot im 19. Jahrhundert
Drogheda nahm während der großen Hungersnot in Irland im 19. Jahrhundert, der über eine Million Menschen zum Opfer fielen, eine wichtige Rolle ein. Die damals ausgebrochene Kartoffelfäule führte zu Missernten. Hilfe kam unter anderem vom osmanischen Sultan Abdülmecid I.
Kartoffeln haben einen besonderen Platz in der irischen Kultur, da die Menschen auf der Insel über Jahrhunderte hinweg auf die Erdknolle als Grundnahrungsmittel angewiesen waren. Durch die große Hungersnot starben in Irland mehr als eine Million Menschen. Die Erlebnisse aus dieser Zeit haben tiefe Narben im nationalen Bewusstsein hinterlassen. 1847 war das härteste Jahr während der Hungersnot. Man spricht daher auch von der „schwarzen 47“ (Black 47).

### Hilfe vom osmanischen Sultan
Tausende Kilometer entfernt, in der osmanischen Hauptstadt Istanbul, wurde Sultan Abdülmecid I. auf das große menschliche Leid aufmerksam. Sein aus Irland stammender Zahnarzt erzählte ihm von der verzweifelten Situation in der Heimat.
Der Sultan bot daraufhin 10.000 britische Pfund an (etwa 1,3 Millionen Dollar), um den hungernden Menschen in Irland zu helfen. Königin Victoria hatte Irland jedoch bereits mit 2.000 britischen Pfund unterstützt. Ihre Berater in London lehnten es daher ab, Angebote anzunehmen, die über die Hilfe der Monarchin hinausgingen. Angesichts dieses Diktats musste Sultan Abdülmecid I. sein ursprüngliches Hilfsangebot widerwillig auf 1.000 britische Pfund kürzen.
Der Sultan wollte sich jedoch nicht damit abfinden. „Er wollte unbedingt mehr tun, und deshalb befahl er drei Schiffen, Lebensmittel, Medikamente und andere dringende Dinge nach Irland zu bringen“, beschreibt der türkische Botschafter in Dublin, Levent Murat. In einem Gespräch mit der Nachrichtenagentur Anadolu (AA) sagte Burhan, die historische Hilfsaktion sei gut geplant worden, da die britische Marine ausländischen Schiffen weder in Häfen in der Hauptstadt Dublin noch in Cork erlaubt habe, anzulegen. „Also mussten die osmanischen Schiffe weiter nach Norden fahren und die Hilfe an den Hafen von Drogheda liefern.“
Laut der Drogheda Historical Society gibt es allerdings keine Aufzeichnungen über osmanische Schiffe zur damaligen Zeit in Drogheda.

### Halbmond und Stern in Wappen von Drogheda
An diesem Ort erinnerten sich die Einheimischen 173 Jahre später an die Großzügigkeit des Osmanischen Reiches. Besucher können heute in Museen, auf Denkmälern und Archiven auf die humanitäre Hilfsaktion der Osmanen stoßen. Eine Gedenktafel an der Wand eines zentralen Gebäudes in Drogheda, die 1995 von Bürgermeister Alderman Godfrey und dem damaligen türkischen Botschafter in Irland, Taner Baytok, enthüllt wurde, lautet: „Die große irische Hungersnot von 1847 - In Erinnerung und Anerkennung der Großzügigkeit des türkischen Volkes gegenüber dem irischen Volk.“
Während eines Besuchs in Ankara im Jahr 2010 erklärte die damalige irische Präsidentin Mary McAleese, dass die Menschen in Drogheda aus Dankbarkeit den türkischen Halbmond und Stern in das Stadtwappen aufgenommen hätten. Diese Äußerung wurde allerdings von der Drogheda Historical Society zurückgewiesen, weil es keine Aufzeichnungen über osmanische Schiffe gibt, die damals in der Stadt angelegt hatten.
Die Symbole findet man heute in der ganzen Stadt. Auch die Fußballmannschaft Drogheda United trägt Halbmond und Stern auf ihrem Emblem.
Ein weiteres Zeugnis für die Dankbarkeit der Iren ist ein Brief, der von den örtlichen Würdenträgern in Drogheda unterzeichnet wurde. Mit Stolz zeigte Botschafter Burhan eine Kopie des Briefes in seinem Büro in Dublin. In dem Brief heißt es: „Wir als irische Adlige, Würdenträger und Bürger danken dem osmanischen Sultan für seine großzügige Unterstützung aufgrund einer Hungerkatastrophe (…) Wir danken und beten für den osmanischen Sultan und sein Land soll keinen Katastrophen ausgesetzt sein wie wir.“
Die humanitäre Aktion der Osmanen fand sich später auch in der Literatur wieder. Auch der irische Schriftsteller James Joyce bezieht sich in seinem Meisterwerk Ulysses auf die Situation. „Sogar der Großtürke hat uns seine Piaster geschickt“, kritisiert eine der Figuren die spärliche Hilfe der Briten in jenen schweren Zeiten.
Siehe auch: Belagerungen von Drogheda

## Einwohnerentwicklung
Drogheda (mit Vororten) hat, auch bedingt durch die gute Verkehrsanbindung nach Dublin durch Bahn und Autobahn, seit 1991 einen großen Bevölkerungszuwachs erlebt. Ein Drittel der Einwohner Droghedas wurden außerhalb Irlands geboren.
| 1991   | 1996   | 2002   | 2006   | 2011   | 2016   | 2022   |
| ------ | ------ | ------ | ------ | ------ | ------ | ------ |
| 24.656 | 25.282 | 31.020 | 35.090 | 38.578 | 40.956 | 44.135 |

## Sehenswürdigkeiten
Das Saint Laurence Gate aus dem 13. Jahrhundert gilt als das schönste mittelalterliche Stadttor in Irland.
In der Saint Peter’s Church befindet sich die Reliquie (der abgeschlagene Kopf) von Oliver Plunkett.
In der unmittelbaren Umgebung von Drogheda, besonders im Brú na Bóinne liegen einige der wichtigsten Bodendenkmäler von ganz Irland aus der vorchristlichen Zeit. Zu ihnen gehören der Hill of Tara und Newgrange. Newgrange hat besondere Bedeutung und die Faszination von Forschern erlangt, weil alljährlich an einigen Tagen um die Wintersonnenwende durch einen schmalen Spalt knapp über dem Eingang ein Sonnenstrahl den gesamten Innenraum des Hügelgrabes erleuchtet.
Das Ortsbild wird beherrscht von dem Boyne Viaduct, das die Eisenbahnstrecke Dublin – Belfast über den River Boyne führt.

## Partnerstädte
- Bronte, Italien
- Saint-Mandé, Frankreich[8]

## Persönlichkeiten
Söhne und Töchter der Stadt:
- Dermot Ahern (* 1955), Politiker
- John Atkinson, Baron Atkinson (1844–1932), Jurist und Politiker
- Pierce Brosnan (* 1953), Schauspieler
- Anthony Byrne (1930–2013), Boxer
- Thomas Byrne (* 1977), Politiker
- Tommy Byrne (* 1958), Automobilrennfahrer
- Eamonn Campbell (1946–2017), Folkmusiker, Gitarrist der Dubliners
- Megan Campbell (* 1993), Fußballspielerin
- Emer Costello (* 1962), Politikerin
- Damien English (* 1978), Politiker
- Alison Gilliland (* 1968), Politikerín
- Kieran Halpin (1955–2020), Gitarrist und Songwriter
- Ian Harte (* 1977), Fußballspieler
- Bosco Hogan (* 1949), Schauspieler
- Gary Kelly (* 1974), Fußballspieler
- James Bernhard MacBrady (1732–1800), Offizier und Ritter des Maria-Theresia-Ordens
- Colm Markey (* 1972), Politiker
- Imelda Munster (* 1968), Politikerin
- Gerald Nash (* 1975), Politiker
- Geraldine Byrne Nason (* 1959), Botschafterin in Frankreich und bei den Vereinten Nationen
- Colin O’Donoghue (* 1981), Schauspieler
- Israel Olatunde (* 2002), Leichtathlet
- Michael Scott (1905–1989), Architekt
- Steve Staunton (* 1969), Fußballspieler und -trainer
- Emily Taaffe (* 1984), Schauspielerin
- Peadar Tóibín (* 1974), Politiker

Bürgermeister:
- Michael Bell (1936–2011), Bürgermeister 1984/85